# Stenopogon silaceus
Stenopogon silaceus är en tvåvingeart som beskrevs av Martin 1968. Stenopogon silaceus ingår i släktet Stenopogon och familjen rovflugor. Inga underarter finns listade i Catalogue of Life.